# Соколенко Алла Василівна
А́лла Васи́лівна Соколе́нко (нар. 13 липня 1966) — українська театральна акторка і режисерка, художня керівниця Ніжинського академічного українського драматичного театру імені М. Коцюбинського, народна артистка України (2016).

## Життєпис
1987 року закінчила Дніпропетровське театральне училище.
Творчу кар'єру розпочинала в Чернігівському українському музично-драматичному театрі імені Тараса Шевченка. Першим режисером, який дав їй путівку в подальше творче життя, був Володимир Грипич.
Згодом майже десять років працювала в Національному театрі ім. Марії Заньковецької у Львові, з виставами якого гастролювала у Великій Британії, Польщі, Іспанії, Словаччині, Чехії, тощо.
Від 1996 року працює в Ніжинському академічному українському драматичному театрі імені М. Коцюбинського, в якому зіграла більше 80 різнопланових ролей у різножанрових виставах.
Також Алла Соколенко є художнім керівником театру і водночас головою художньо-технічної ради театру.
2011 року закінчила навчання у Національній академії керівних кадрів культури і мистецтв.
Як режисер поставила такі вистави як «Ніч перед Різдвом» М. Гоголя, «Чи є у Світла тінь?» М. Булгакова, «Пісня серця» Л. Українки, «2006-та казка Шехерезади» В. Герасимчука, «Ніч на полонині» О .Олеся, «У джазі тільки дівчата» І. Даймонда та Р. Тоерена.
2016 року удостоєна звання народної артистки України.
Чоловік Алли Соколенко Юрій Муквич — заслужений працівник культури України, директор Ніжинського театру.

## Ролі
- Палажка («Ніч під Івана Купала» М. Старицького)
- Марія Заньковецька («Нескорена, або Марія Заньковецька» І. Рябокляча)
- Міністр ніжних почуттів («Голий король» Є. Шварца)
- Беатріче («Дім божевільних» Е. Скарпетт)
- Ангел («Свято Святого Миколая» І. Франка)
- Пінгвін Піня («Запрошує Снігуронька» А. Абрамцева)
- Наталія Павлівна («Брехня» В. Винниченка)
- Черкашина («Продовжимо вранці» О.Матусова, І. Шуба)
- Роза («Містер Іцик» О. Петрова)
- Буртіус («Стережися лева» Я. Стельмаха)
- Варвара Семенівна («Інтриги коханців» А.Горіна, Є. Яворського)
- Анфіса («Анфіса» Л. Андрєєва)
- Завірюха («Таємниця Новорічного Лісу» С. Маршака)
- Зайчиха («Зайчик — зазнайчик» С.Михалкова)
- Есмеральда («Собор Паризької Богоматері» В. Гюго)
- Катаріна («Приборкання норовливої» Шекспіра)
- Ханума («Ханума» А. Цигареллі)
- Огюстіна («Вісім люблячих жінок» Р. Тома)
- Друга Тітка («Маленька Баба Яга» О. Пройслера)
- Шемаханська Цариця («Золотий півник» О. Пушкіна)
- Жінка Івана Кулика («Найбільший грішник» В.Герасимчука)
- Циганка, Віола («Дванадцята ніч» В. Шекспіра)
- Аза («Циганка Аза» М. Старицького)
- Габріель («Глядачам дивитись заборонено» Ж. Маршана)
- Ева («Амор. Кохано-італьяно» А. Ніколаї)
- Маргарита («Чи є у Світла тінь» М. Булгакова)
- Мавка («Пісня серця» за Л. Українкою)
- Корсікана («Дванадцята ніч» Шекспіра)
- Мона («Безіменна Зірка» М. Себастіана)
- Агафія Тихонівна («Одруження» М. Гоголя)
- Господиня («Жінок не можна не кохати» А. Соколенко за Є. Шварцом)
- Одарка («Новорічне сватання на Гончарівці» А. Соколенко)
- Снігова Королева («Кажуть, що під Новий рік…» А. Соколенко)
- 1-ша Доля («І знов спитаємо Шевченка» А. Соколенко)
- Афродіта («З Новим роком! На Олімпі!» А. Соколенко)
- Шехерезада («Аладін» А. Соколенко)
- Графиня («І знов про головне» А. Соколенко)
- Принцеса Кішка («Кохання, як у казці» А. Соколенко)

## Визнання
- 2002 — заслужена артистка України[2]
- 2008 — Гран-прі міжнародного театрального фестивалю — за кращу жіночу роль (Брянськ, Росія)
- 2009 — Премія імені Марії Заньковецької[3]
- 2009 — Орден княгині Ольги ІІІ ступеня[4]
- 2016 — народна артистка України[1]